# فولفغانغ ببر
فولفغانغ ببر هو سياسي ألماني، ولد في 14 أكتوبر 1910 في كيل في ألمانيا، وتوفي في 12 أكتوبر 1997 في برلين في ألمانيا. نشط حزبياً في الحزب الديمقراطي الاجتماعي الألماني. وقد انتخب عمدة.